# Титуба
Титуба — первая женщина, обвиненная в колдовстве во время процесса над салемскими ведьмами в 1692 году. Несмотря на споры о ее происхождении, исторические исследования показали, что она была родом из Тибито. Затем она оказалась на Барбадосе, где ее купил пуританский священник Сэмюэл Пэррис, а затем привез ее в колониальный Массачусетс. Мало что известно о жизни Титубы до ее порабощения. Говорят, что ее назвали в честь племени или города, из которого она приехала. Она стала ключевой фигурой в судебных процессах над ведьмами, когда призналась в том, что практиковала колдовство. А также она свидетельствовала, что Сара Гуд и Сара Осборн также принимали участие в колдовстве. Она была заключена в тюрьму, а затем освобождена Сэмюэлем Конклином.

## Ранние годы жизни
Мужем Титубы был Джон Индиан, индеец, происхождение которого достоверно неизвестно. Существует предположение, что он был из Центральной или Южной Америки, а точнее из Тибито, Колумбия. Ученые предполагают, что свое имя она получила в честь города или племени, где родилась. Некоторые историки считают, что Титуба была родом с острова Барбадос. Другие, такие как Элейн Бресло и Чарльз Апхэм, пришли к выводу, что Титуба была индианкой, основываясь на сочинении Сэмюэля Фаулера «Отчет о жизни Сэмюэля Пэрриса». Также существует версия, что Титуба, возможно, изначально была членом южноамериканского племени араваков из Гвианы.
Хотя нет никаких доказательств, подтверждающих эту теорию, некоторые историки настаивают, что ее забрали из племени и заставили заниматься работорговлей на Барбадосе, где она сама была продана на плантацию Томпсона. Там она работала семейным поваром, как и большинство рабов коренных американцев. Эта версия получила право на жизнь благодаря транспортным документам рабов, в которых описывались такие данные, как количество голов и имена. Поскольку Титуба взаимодействовала с разнообразной группой людей на Барбадосе, предполагается, что Барбадос — это именно то место, где она переняла большую часть своих знаний о колдовстве от любовниц и других рабов. После смерти Томпсона, главы плантации, Титуба унаследовал Сэмюэл Пэррис, после чего она была доставлена в Массачусетс. Часто недостоверные записи о происхождении порабощенных людей затрудняют проверку этой информации. Есть историки, такие как Сэмюэл Дрейк, которые предполагают, что Титуба была африканкой. Ее муж стал одним из обвинителей в судебных процессах над ведьмами. Они вместе задокументированы в церковной книге Сэмюэля Пэрриса.

## Суд над салемскими ведьмами
Титуба была первым человеком, которого Элизабет Пэррис и Эбигейл Уильямс обвинили в колдовстве. До предъявления обвинений было высказано предположение, что она рассказывала девочкам сказки о вуду и колдовстве. Несмотря на то, что рабам было незаконно давать показания в суде, ей было разрешено выступить против своих обвинителей, независимо от того, к какой расе они принадлежали. Она также была первым человеком, признавшимся в том, что практиковал колдовство в деревне Салем в марте 1692 года. Изначально отрицая свое участие в колдовстве, Титуба позже призналась в приготовлении «ведьминого пирога». Она призналась, что приготовила его после того, как была избита Сэмюэлем Пэррисом. Титуба также призналась, что разговаривала с дьяволом, и в своем признании она заявила, что тот приказал ей поклоняться ему и причинять боль детям деревни. Позже в ходе допроса она добавила, что узнала об оккультных техниках от своей хозяйки на Барбадосе, которая научила ее, как оградить себя от злых сил и раскрыть причину колдовства. Поскольку такое знание не должно было быть вредным, Титуба снова заявила Пэррис, что она не ведьма. Но признала, что участвовала в оккультном ритуале, когда делала «ведьмин пирог» в попытке помочь Элизабет Пэррис. 7 марта 1692 года Титуба, Сара Гуд и Сара Осборн были отправлены в тюрьму в Бостоне в ожидании суда и наказания. Несмотря на признания, нет никаких доказательств того, что она сделала то, в чем призналась.
Другие женщины и мужчины из окрестных деревень были обвинены в колдовстве и арестованы во время судебных процессов в Салеме. Титуба использовала эти диковинные обвинения, чтобы вызвать замешательство среди жителей Массачусетса, а также использовала их, чтобы отменить наказание или смертный приговор, которые могли быть вынесены ей. Отвлекая внимание людей, она смогла доказать, что является надежным свидетелем, и в результате полученного признания ее жизнь и ее репутация были спасены. Титуба знала, что она не сможет скрыться от обвинений, которые выдвигались против нее из-за определенных предрассудков, которые были у людей в отношении нее и основывались на ее этнической принадлежности. Она отрицала обвинение в колдовстве, несмотря на то, что сама призналась в использовании оккультных практик. Она признавала, что дьявол посетил ее и это усилило решимость Пэрриса признать ее виновной. Ее признание не только послужило причиной сделать ее козлом отпущения, оно также стало новой формой развлечения для жителей Салема. Титуба обвиняла всех вокруг в своем признании. Но также она рассказывала о черных собаках, свиньях, желтой птице, красных и черных крысах, кошках, лисе и волке. Титуба рассказывала о поездках в разные места, в которые она ездила якобы на палках. Титуба призналась, что Сара Осборн обладала существом с головой женщины, двумя ногами и крыльями. Из-за ее сбивчивых речей точки зрения на колдовство расходились, ее признания сбивали людей с толку. А сходство с некоторыми стандартными образцами демонологии заставило некоторых жителей деревни Салем поверить в то, что сатана был среди них. После судебных разбирательств Титуба оставалась в бостонской тюрьме, где в течение тринадцати месяцев были очень плохие условия содержания, потому что Сэмюэл Пэррис отказался платить за нее тюремные сборы. В апреле 1693 года Титуба была продана неизвестному лицу по цене, которая составляла долг за ее тюремное содержание. В интервью Роберту Калефу для его сборника статей об испытаниях под названием «Больше чудес невидимого мира: рассказ об испытаниях нескольких ведьм, недавно казненных в Новой Англии» Титуба подтвердила, что Пэррис выбил из нее признание, а затем обучил ее тому, что и как сказать на первом допросе.

## Популярная культура
Большинство вымышленных произведений, которые художественно или исторически изображают жизнь Титубы, изображают ее как чернокожую женщину пуританского общества из-за ее расового и социально-экономического статуса коренного жителя Южной Америки и наемной служанки. И хотя это явно не обсуждается во всех фильмах, пьесах и книгах, которые пытаются разъяснить убеждение Титубы, вполне возможно, что «страх перед незнакомцами» в сочетании с западноевропейскими традиционными верованиями и пониманием колдовства сделал Титубу главной целью для обвинения в оккультных действиях. Что касается исторического понимания Титубы и того, почему она была осуждена, утверждалось, что существовавшие ранее представления о «своих группах» и стереотипные идеи иностранных культур в сочетании с вымышленными толкованиями создали прецедент, когда история и художественная литература формируют друг друга. По сути, вымышленные произведения помогли понять, на что были похожи суды над салемскими ведьмами и какие события привели к обвинительным приговорам, судебным разбирательствам и признаниям. Но в произведениях не учитывались расовые, политические, религиозные и экономические влияния того времени. Изображения Титубы в средствах массовой информации остаются, по большей части, вымышленными.
Генри Уодсворт Лонгфелло в своей пьесе 1868 года под названием «Джайлс Кори с ферм Салема» описывает Титубу как «дочь человека, полностью черного и свирепого…Он был человеком Оби и научил дочь магии». Оби — это особая африканская и афро-американская система магии.
Титуба занимает значимое место в пьесе Артура Миллера «Суровое испытание» 1953 года. Образ Титубы как подстрекателя колдовства в Салеме был усилен первой сценой фильма «Суровое испытание», во многом обязанного исторической работе Мэрион Л. Старки 1949 года «Дьявол в Массачусетсе».
В пьесе Миллера говорится, что Титуба приехала с Барбадоса, где ее научили вызывать духов, она якобы занималась колдовством и сатанизмом. Пьеса предполагает, что Эбигейл Уильямс и другие девушки пытались использовать знания Титубы, когда танцевали в лесу до начала испытаний. В этот самый момент их поймали, что привело к судебным разбирательствам. С первоначальным намерением скрыть свои собственные греховные деяния, Эбигейл обвинила Титубу. На самом деле Эбигейл выпила из волшебной чаши, которую приготовила Титуба, чтобы убить жену Джона Проктора, Элизабет, околдовать и влюбить его в себя. Она и другие девушки утверждали, что видели Титубу с дьяволом. Парадоксально, что вера в то, что Титуба ввела этих девушек в заблуждение, сохранилась как в народной, так и в художественной литературе. Обвинение, которое некоторые считают едва замаскированным расистским подтекстом, основано на воображении таких авторов, как Старки, которая повторяет обвинителей Салема, когда она утверждает, что «я придумала сцены с Титубой … но я это сделала, потому что действительно верю, что все именно так и произошло».
Титуба также является главным героем книги Энн Петри «Tituba of Salem Village». Написанная в 1956 году для детей в возрасте от 10 лет книга изображает Титубу, как чернокожую женщину из Вест-Индии, которая рассказывает деревенским девочкам истории о жизни на Барбадосе. Ее истории смешаны с существующими суевериями и полузабытыми языческими верованиями пуритан.
Титуба является героем отмеченного наградами романа Мариз Конде «I, Tituba: Black Witch of Salem», написанного в 1986 году. Роман представляет собой новую версию жизни Титубы, которая рассказывает ее биографию, начинающуюся и заканчивающуюся на Барбадосе, и включающую в себя элементы сверхъестественного.
Титуба появляется в романе 2007 года "Calligraphy of the Witch " Алисии Гаспар де Альба как коренная американка аравак из Гайаны, свободно говорящая на нескольких языках. Она единственный человек в районе Бостона, понимающий испанский. Она — друг и наставник по английскому языку прислуги Консепсьона Бенавидеса, которую обвиняют в колдовстве в районе Бостона из-за ее мексиканской и католической культуры.
Титуба также фигурирует в роли главного героя, которого играет Эшли Мадекве в телесериале 2013 года телекомпании WGN «Салем».
В телесериале «Американская история ужасов: Шабаш» 2013—2014 годов молодая афроамериканская ведьма Куини заявляет, что является потомком Титубы. Позже в сериале королева вуду Мари Лаво и верховная ведьма Фиона Гуд подробно обсуждают историю и наследие Титубы. Они предполагают, что ее магия произошла от ее предков-араваков.
Титуба появляется в сюжетной линии мобильной игры Fate/Grand Order «Heretical Salem», в игре она — рабыня персонажа по имени Рэндольф Картер, а не Сэмюэля Пэрриса. Она приговорена к смертной казни охотником на ведьм Мэтью Хопкинсом и казнена через повешение. Позже объясняется, что Титуба, с которой столкнулся игрок, — это не историческая версия, а реинкарнированный дух библейской царицы Савской, призванный и привязанный к роли в форме магической реконструкции судебных процессов над салемскими ведьмами.
Титуба изображен в песне Джейса Лэндберга «Happy 4U», представленной в альбоме «The Forbidden World», релиз которого состоялся в 2020 году.